# 411
Năm 411 là một năm trong lịch Julius.